# Nanòmetre
Un nanòmetre (símbol nm) equival a 10-9 metres. És una unitat de longitud del SI, i s'usa habitualment per a mesurar les longituds d'ona de la radiació ultraviolada i els raigs gamma, entre d'altres.
- 1 nm = 0,000 000 001 metres
- 1 nm = 1000 picòmetres
- 1000 nm = 1 micròmetre (també conegut com a micró).

## Altres equivalències
1 nm = 1000 pm
1 Å = 1/10 nm (diàmetre mitjà aproximat d'un àtom)
1 µm = 1000 nm